# Gyanendra Bir Bikram Shah Dev
Gyanendra Bir Bikram Shah Dev (født 7. juli 1947) var konge i Nepal fra 2001 til han blev afsat i 2008. Han var den 12. og sidste konge i række fra Shah-dynastiet på Nepals trone.
Gyanendra er sønnesøn af kong Tribhuvan, søn af kong Mahendra (som var prins da Gyanendra blev født), yngre bror af kong Birendra, og farbror til Dipendra som formelt blev erklæret som konge mens han lå i koma før han døde i 2001.
Som 4-årig blev den lille prins Gyanendra endvidere udnævnt til konge af det daværende Rana-regime efter at det var lykkedes resten af kongefamilien at flygte til Indien. Gyanendras daværende kongestatus varede kun i to måneder fra den 7. november 1950 til den 7. januar 1951, hvorefter den hidtidige konge – Tribhuvan (Gyanendras farfar) – atter overtog magten.
Kong Gyanendra blev udråbt til konge den 4. juni 2001 efter den royale tragedie, der udslettede næsten hele kongefamilie, herunder hans ældre bror, den hidtidige konge Birendra. Han blev hurtigt mere frygtet end vellidt, og hans omdømme som forretningsmand talte heller ikke synderligt til hans fordel. Der var dog igennem den første periode bred politisk enighed om ikke at lægge hindringer i vejen for Gyanendras magtudfoldelser, men det skulle hurtigt vise sig, at han ikke magtede at tilpasse sin magtudøvelse til de demokratiske og parlamenariske styreformer, der var ved at slå rod i Nepal.
I februar 2005 afsatte Gyanendra således regeringen og overtog magten i Nepal men i april 2006, efter folkelig modstand mod hans styre, gav han magten tilbage til parlamentet. De politiske partier havde under de politiske magtkampe med kongen indledt et effektivt samarbejde, hvorunder det var lykkedes partierne at indgå en samarbejdsaftale med maoisterne (Nepal Communist Party-maoist). Dette samarbejde udviklede sig senere til en reel fredsaftale samt aftaler om regeringsmæssigt og parlamentarisk samarbejde som led i et arbejde med at udarbejde en ny demokratisk forfatning, hvor det vil blive folkets afgørelse om styreformen vil blive en demokratisk republik eller et meget indskrænket monarki.
Efter at Nepals parlament den 15. januar 2007 fratog kong Gyanendra stort set samtligere resterende beføjelser og udpegede premierminister Girija Prasad Koirala som officiel statsleder, var Gyanendra reduceret til ceremoniel monark. Monarkiets endelige fremtid blev endeligt afgjort af en nyvalgt forfatningsgivende forsamling, der blev etableret efter valg hertil den 10. april 2008.
Under den første samling i det nyvalgte parlament blev det den 28. maj 2008 endeligt besluttet at afskaffe monarkiet, og kong Gyanendra fik herefter 1 måned til at forlade kongepaladset.